# Клінічна психологія
Клінічна психологія — галузь психології, яка займається вивченням психологічних аспектів здоров'я та хвороби, особливостей впливу психологічних чинників на стан здоров'я та перебіг захворювання, особливостей індивідуального реагування на хворобливі стани, розробкою психопрофілактичних та реабілітаційних заходів. Клінічна психологія включає: діагностику психічного здоров'я, організацію і проведення наукових досліджень для розуміння психофізичних проблем і розробку, проведення і оцінку психологічної корекції.
Основні розділи клінічної психології:
- Основні закономірності психології хворого.
- Психосоматичні і соматопсихологічні взаємовпливи.
- Психогігієна.
- Особливості психіки хворих, які хворіють на певні хвороби.
- Особистість і послідовне проходження етапів онтогенезу.
- Загальна психотерапія.